# Spalicus
Spalicus is een geslacht van hooiwagens uit de familie Zalmoxioidae.
De wetenschappelijke naam Spalicus is voor het eerst geldig gepubliceerd door Roewer in 1949. 

## Soorten
Spalicus is monotypisch en omvat slechts de volgende soort:
- Spalicus oeditarsus